# Thé au Cameroun
La production de thé au Cameroun commence au milieu du XXe siècle et se focalise sur du thé noir CTC de milieu de gamme destiné majoritairement à l'exportation vers le Soudan et le Tchad et minoritairement à la consommation locale. 
Son histoire est marquée par les nombreux conflits qui traversent le pays, que ce soit la décolonisation, la privatisation, les tensions entre Cameroun francophone et Cameroun anglophone, ou Boko Haram.

## Histoire

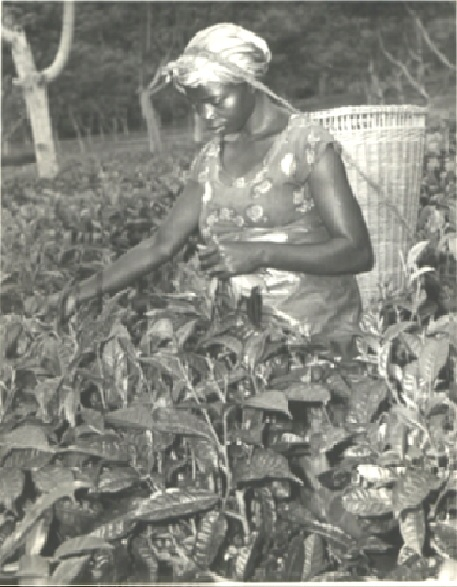
Cueilleuse en 1969. Archives nationales du Royaume-Uni.

Le thé est introduit au Cameroun par l'Allemagne en 1928, à Tolé, dans la Région du Sud-Ouest. La production ne commence véritablement que dans les années 1950 et 1960, avec la création d'une plantation publique en 1952, la construction d'une usine de thé noir CTC en 1954, l'établissement d'une seconde plantation à Ndu en 1957 et la création d'une usine orthodoxe en 1962. Une troisième plantation voit le jour en 1985 à Djuttitsa (Bafou), dans la Région Sud-Ouest.
La production de thé souffre du manque d'investissement gouvernemental, ainsi que de la concurrence d'autres cultures plus lucratives.
En 1994, à la suite de la crise économique que le pays traverse au début des années 1990, les trois plantations sont proposées à la privatisation, ce qui dégrade les conditions de travail,. Les femmes, majoritaires dans le travail de cueillette, mènent le mouvement social qui comprend des années de grève et dénoncent la corruption qui acccompagne la revente des jardins de thé. Un autre point de conflit est que les plantations se trouvent dans le Cameroun anglophone, tandis que la décision de privatiser est prise par et profite à des personnes du Cameroun francophone. Enfin, les chefferies Bakweri réclament la restituation de leurs terres ancestrales, qui leur ont été confisquées lors que la colonisation du pays par l'Allemagne,. Les plantations sont finalement revendues à un consortium sud-africain en octobre 2002 et deviennent la Cameroon Tea Estates.
La protestation est toujours active à Tole dans les années 2010 tandis qu'elle est résolue à Ndu à la suite du changement de gérant ainsi que de l'aide financière apportée par l'Union européenne. Le conflit avec Boko Haram complexifie la production, plusieurs routes se retrouvant fermées. 
En 2002, une nouvelle plantation voit le jour à Dawara, dans la Région du Nord-Ouest.

## Production

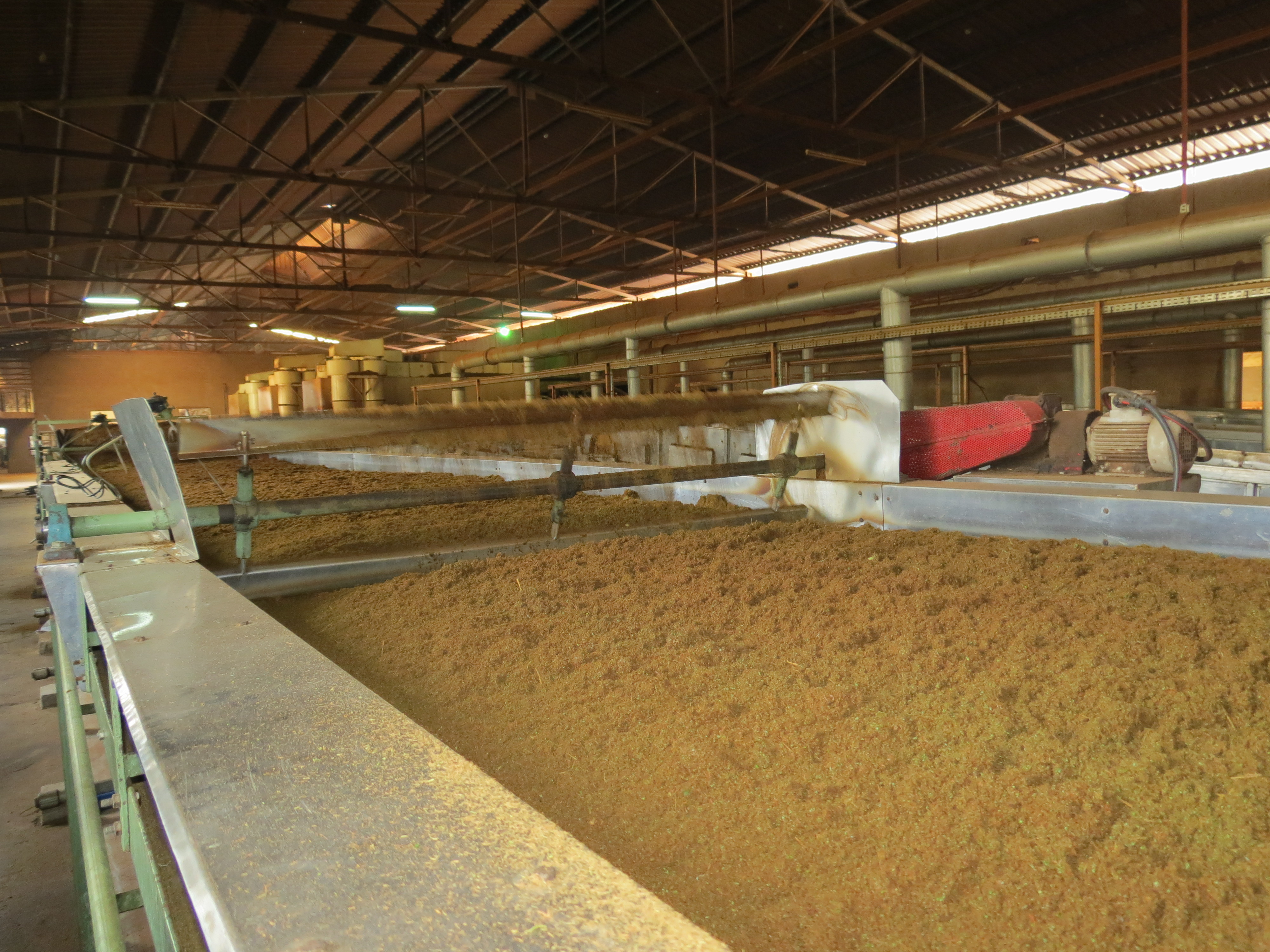
Traitement des feuilles de thé séchées dans l'usine CTC de Dawara en 2014.

Les théiers sont des clones de cultivars créés au Kenya. La production s'élève à 9 000 tonnes pour 8 000 hectares cultivés. Le thé produit est de qualité moyenne, avec notamment une cueillette peu précise réalisée au sécateur.
La production de thé emploie peu de personnes : en 1985, elles sont 660 à Djuttitsa, 1 670 à Tole et 1 560 à Ndu.

## Commerce
À peine 10 % du thé produit au Cameroun est consommé sur place, le reste étant exporté comme thé de milieu de gamme dans d'autres pays d'Afrique, en particulier le Tchad et le Soudan,.
La majorité du thé consommé au Cameroun est importé, notamment de Chine.